# Wilstedt
Wilstedt (Plattdeutsch: Wils) ist eine Gemeinde in der Samtgemeinde Tarmstedt und gehört zum Landkreis Rotenburg (Wümme) in Niedersachsen.

## Geschichte
Wilstedt wurde erstmals in der Schrift "Die Wunderheilungen am Grab Willehads" erwähnt, die der Bremer Erzbischof Ansgar 860 verfasst hat. Eine weitere urkundliche Erwähnung fand 1124 statt, als Papst Calixt II. den Hof in Willenstede dem Kloster Rastede zusprach.
1976 wurde das Wilstedter Moor mit knapp 50 Einwohnern an die Nachbargemeinde Grasberg abgetreten.

## Politik

### Gemeinderat
Der Rat der Gemeinde Wilstedt besteht aus elf Ratsfrauen und Ratsherren. Dies ist die festgelegte Anzahl für die Mitgliedsgemeinde einer Samtgemeinde mit einer Einwohnerzahl zwischen 1.001 und 2.000 Einwohnern. Die Ratsmitglieder werden durch eine Kommunalwahl für jeweils fünf Jahre gewählt. Die aktuelle Amtszeit begann am 1. November 2021 und endet am 31. Oktober 2026. 
Die letzten Gemeinderatswahlen ergaben folgende Sitzverteilungen:
| Partei/Liste                               | 2021 | 2016 |
| ------------------------------------------ | ---- | ---- |
| SPD                                        | 6    | 6    |
| Gemeinsam für Wilstedt (GfW)               | 3    | –    |
| Wählergemeinschaft Natürlich Wilstedt (NW) | 2    | 2    |
| FDP                                        | 0    | 0    |
| CDU                                        | –    | 2    |
| Einzelbewerber                             | –    | 1    |

### Bürgermeister
Der Gemeinderat wählte das Gemeinderatsmitglied Traugott Riedesel (SPD) zum ehrenamtlichen Bürgermeister für die aktuelle Wahlperiode.

### Wappen
Das Wappen zeigt vorn auf silbernem Grund ein schwarzes Verdener Nagelkreuz, das an die Zugehörigkeit zum Bistum Verden erinnert. Hinten wird auf blauem Grund eine goldene Figur des Bremer Erzbischofs Ansgar dargestellt, der in der Rechten einen Bischofsstab hält und in der Linken eine Kirche. Dies erinnert an die Erstnennung des Ortes durch Ansgar.

## Kultur und Sehenswürdigkeiten
- Ev.-luth. St. Petri-Kirche von 1722 mit einem Turm aus dem 12. Jahrhundert
- Wohn- und Wirtschaftsgebäude Bahnhofstraße 10, im Kern von um 1770, in Fachwerk mit reetgedeckten Krüppelwalmdach und Niedersachsengiebel; 1818 erneuert
- Wohn- und Wirtschaftsgebäude Konterschaft 11 von 1832 in Fachwerk mit reetgedecktem Krüppelwalmdach
- Wohn- und Wirtschaftsgebäude Hauptstraße 3 von 1877 in Backstein mit ziegelgedecktem Satteldach

### Regelmäßige Veranstaltungen
- Frühlings- und Herbstmarkt in Wilstedt
- Osterfeuer der Freiwilligen Feuerwehr Wilstedt
- Wilstedter Olivenöl-Abholtage, jeweils erstes Maiwochenende
- Schützenfest (Pfingsten)
- Wilstedt bei Nacht – Wilstedter Abendvolkslauf
- Bürgerfrühstück Wilstedt
- Weihnachtsmarkt der Jugendgemeinschaft Wilstedt
- Sportwoche vom MTV Wilstedt, letzte Juli Woche

## Wirtschaft, Verkehr, Infrastruktur
Wilstedt weist eine langsam wachsende Wirtschaft auf, die von der verkehrsgünstigen Lage zwischen Bremen und Hamburg profitiert. Der Flächennutzungsplan weist Mischgebiete aus. 
Wilstedt liegt an der Bahnstrecke Wilstedt–Tostedt. Diese ist von Wilstedt bis kurz vor Zeven stillgelegt. Ab Bahnhof Wilstedt findet dort in der Saison Draisinenverkehr statt. Aufgrund des ungenügenden öffentlichen Personennahverkehrs wird in Wilstedt ein ländliches Carsharing-Modell zum Erhalt der Mobilität der Bewohner betrieben.

### Bildung
Im Dorf ist der Kindergarten und die Grundschule. Zur weiterführenden Schule (Haupt-, Realschule und gymnasiale Oberstufe) im vier Kilometer entfernten Nachbarort besteht eine Schulbusanbindung.

### Sport
- MTV Wilstedt mit zahlreichen Sparten
- Tennisverein von 1971
- Schützenverein
- Öffentliches Schwimmbad
- Sporthalle
- Fußballfeld an der Schule.

## Persönlichkeiten
- Henning Flügge (1683–1754), deutscher lutherischer Theologe